# Anton Friedrich Ludwig Pelt
Anton Friedrich Ludwig Pelt, född den 28 juni 1799 i Regensburg, död den 22 januari 1861 i Kemnitz nära Greifswald, var en tysk evangelisk teolog.
Pelt, som blev ordinarie professor i Kiel 1835, måste efter Slesvig-Holsteins underkastelse under Danmark lämna denna plats och blev pastor i Kemnitz. Han dog som superintendent. Pelt var en man av omfattande lärdom och särskilt framstående på den teologiska encyklopedins område. Hans främsta arbete är Theologische Encyklopädie als System et cetera (1843). Bland hans övriga skrifter märks Commentarius in Epistolas ad Thessalonicenses (1829). 